# Prueba de Amistad
Prueba de Amistad es el primer episodio transmitido de Es Tan Raven.

## Trama
Raven tiene una visión de que su amigo Eddie falla en su examen de Inglés, y le dice a Eddie que en su visión aparecían las respuestas correctas. Como Raven no quiere dárselas a Eddie para que estudie, Eddie se enoja. Raven no quiere estar mal con Eddie, y le da las respuestas. Pero ya que la Srta. Rodríguez es acusada de ser poco divertida, decide cambiar el examen y hacerlo más divertido. La consecuencia es que tiene preguntas diferentes.

## Trivia
- Victor y Tanya, los padres de Raven, no aparecen en este capítulo. Aun así, ambos son mencionados
- Cuando Chelsea y Raven están hablando en el pasillo, hay una pluma en el piso, pero después de que Raven le da las respuestas del examen a Eddie, la pluma ya no está.
- La paloma que se para en el gorro de Raven era real, y estaba entrenada para hacer eso.

- Datos: Q5548188